# E.I.N.S.
E.I.N.S. ist das elfte Studioalbum der deutschen Rockband Böhse Onkelz. Es erschien am 23. Oktober 1996 über das Label Virgin Records.

## Albumtitel
E.I.N.S. soll laut Aussagen der Onkelz das Einigkeitsgefühl zwischen Band und Fans unterstreichen, was durch das Covermotiv verdeutlicht werden soll.
Von manchen Journalisten wird der Titel jedoch als Abkürzung für „Eigentlich immer noch Skins“ gedeutet; siehe dazu auch Enie Tfahcstob rüf Ediona-RAP (Eine Botschaft für Paranoide).

## Covergestaltung
Das Cover ist in schwarz-weiß gehalten und zeigt ein gemorphtes Gesicht, das sich aus den vier Bandmitgliedern zusammensetzt. Der Mund stammt von Stephan Weidner, die Nase von Peter Schorowsky, das Ohr von Kevin Russell und das Auge von Matthias „Gonzo“ Röhr. Über dem Bild steht in weißer Schrift Böhse Onkelz und am unteren Bildrand der Titel E.I.N.S. Die Tour 1996 trug den Beinamen „Unter dem Auge des Gonz“, an der Rückwand der Bühne war dazu ein überdimensionales Auge angebracht. Das Cover stammt von dem Frankfurter Grafikdesigner Christoph Schnee, der früher Sänger der Punk-Band Middle Class Fantasies war.

## Titelliste
| #  | Titel                                       | Länge |
| -- | ------------------------------------------- | ----- |
| 1  | Danket dem Herrn                            | 4:05  |
| 2  | Nichts ist so hart wie das Leben            | 3:44  |
| 3  | Wie tief willst du noch sinken              | 5:14  |
| 4  | Ihr sollt den Tag nicht vor dem Abend loben | 4:20  |
| 5  | Zu nah an der Wahrheit                      | 6:19  |
| 6  | Meister der Lügen                           | 4:22  |
| 7  | Kirche                                      | 5:37  |
| 8  | Flammen                                     | 4:14  |
| 9  | Koma – Eine Nacht, die niemals endet        | 4:57  |
| 10 | Auf gute Freunde                            | 5:18  |
| 11 | Regen                                       | 8:41  |
| 12 | Zeit zu gehn                                | 3:47  |
| 13 | Enie Tfahcstob rüf Ediona-rap               | 3:48  |

## Informationen zu einzelnen Liedern
Danket dem Herrn
In dem Eröffnungslied, in dem die Band sich selbst und ihre Fans feiert, tauchen an einigen Stellen Bibelzitate auf. So heißt es im Lied „duftende Blumen in Feldern voll Scheiße“ (Buch Jesaja: „Alles Fleisch ist Gras, und all seine Güte ist wie eine Blume auf dem Felde“). Das „Perlen vor die Säue“ stammt aus dem Matthäus-Evangelium, „Uns liegt das Herz auf der Zunge“ ist ein abgewandeltes Zitat von Hiob („Mein Herz spricht die aufrichtigen Worte“). Die Selbstbezeichnung „fantastische Vier“ stammt vom Song Onkelz wie wir aus dem gleichnamigen Album von 1987. Die Band Böhse Onkelz spricht in diesem Lied von der Qualität im Gegensatz zur Quantität von Freunden. Der Kehrvers dieses Liedes lautet: „Mit dieser Band hast du nicht viele Freunde, doch die, die du hast, teilen deine Träume, die, die du hast, teilen alles mit dir!“
Nichts ist so hart wie das Leben
Die Grundaussage dieses Liedes ist, dass es nicht wichtig sei, dass man lebt, sondern wie man lebt – auch, wenn es schwierig ist. Suizid wird als feige dargestellt und Courage eingefordert.
Wie tief willst du noch sinken
Dieses Lied richtet sich gegen rückgratlose Opportunisten. Aus unbekannten Gründen fehlen die zwei letzten Zeilen des Liedes in der Aufnahme. Im Song heisst es „Schlafe weiter - Deinen traumlosen Schlaf“, im Booklet jedoch „Schlafe weiter - Deinen traumlosen Schlaf - Oder mach was aus deinem Leben - Beweg deinen Arsch“.
Ihr sollt den Tag nicht vor dem Abend loben 
Dieses Lied richtet sich direkt an die Toten Hosen und die Ärzte, von denen im Lauf der 90er Jahre oft sehr starke Kritik in Songs und Interviews geübt wurde. Für Weidner war mit dem Song „das Thema abgeschlossen“, allerdings gab es dafür zwischen den Fans einen – von der Band nach eigenen Aussagen ungewollten – „Krieg“, wie beispielsweise an den „Scheiß Tote Hosen“-Gesängen auf dem Live in Dortmund-Album von 1997 zu hören ist. Mittlerweile hat sich Campino, der Sänger der Toten Hosen, von seinen früheren Aussagen über die Onkelz distanziert. Er sagte 2003 in einem Interview auf der Seite seiner Band: „Man sollte die Onkelz endlich wie jede andere Hardrock-Band behandeln. […] Ich bin bei diesem Thema mittlerweile entspannter.“
Zu nah an der Wahrheit
Hier beschreibt die Band ihre Ausnahmestellung und ihre Nähe zu den Fans.
Meister der Lügen
Der Song ist eine Medienschelte unter Bezugnahme auf die negativen Erfahrungen der Band mit schlecht oder gar nicht recherchierenden Journalisten und tendenziösen Berichterstattungen. Gleichzeitig wird angezweifelt, dass derlei der Band schaden könnte, da sie auch ohne positive Medienpräsenz ausreichend Popularität erreicht habe.
Kirche
Das Lied ist gegen die Kirche, speziell die katholische, gerichtet, welche die Band von den Gläubigen unterscheiden will. Weidner ist der Ansicht, dass „die Kirche ihr Geld an die Armen verteilen sollte, anstatt ihr bescheuertes Mitleid“ und dass „die organisierte Religion das größte Hindernis auf dem Weg zu Frieden und Eintracht“ sei. Der Satz „Wer keine Angst vor'm Teufel hat, braucht auch keinen Gott“ stammt aus „Der Name der Rose“ (Umberto Eco, 1980).
Flammen
Flammen ist ein Lied, das wohl die bewegte, extreme Vergangenheit der Band widerspiegelt. Eine genaue Benennung des Themas gibt es aber nicht.
Koma – Eine Nacht, die niemals endet
Dieses Lied beschreibt den Zustand kurz vor dem Eintritt in ein Koma.
Auf gute Freunde
Das Lied thematisiert die Vergangenheit der Band und ihre Erfahrungen. Ferner wird mit dem Stück ein Schlussstrich unter die Vergangenheit gezogen und der Blick Richtung Zukunft gewendet.
Die Textstelle „Das Gras war grüner“ ist eine Anlehnung an den Song High Hopes von Pink Floyd und der Teil „Die Linien schneller“ ist eine Anspielung auf den ehemals teilweise exzessiven Umgang mit Drogen, wie z. B. „Speed“.
Der Refrain „Ich trinke auf, auf gute Freunde, verlorene Liebe, auf alte Götter und auf neue Ziele“ erinnert an einen Trinkspruch eines Charakters aus dem Comic Sandman: „To absent friends, lost loves, old gods, and the season of mists“. Auch die Zeile „...im Treibsand meiner Seele“ könnte auf den Comic hindeuten.
Regen
In Regen übt die Band Kritik an einer trägen, gedankenfaulen Gesellschaft, deren Bäuche voll sind und die sich selbst vernichten wird. Dieser Song wird vom Bassisten Stephan Weidner alleine gesungen.
Zeit zu gehn
Die Kernaussage ist hier, dass es mitunter besser sei, sich von Freunden zu trennen, statt weiter an ihnen festzuhalten, obwohl man sich in unterschiedliche Richtungen entwickelt hat.
Enie Tfahcstob rüf Ediona-RAP (Eine Botschaft für PARanoide) 
In dem Kommentar Was ist eine Jugendsünde? in der Tageszeitung Darmstädter Echo vom 28. November 1992 glaubte der Journalist Bert Hensel einen Liednamen entschlüsselt zu haben, der rückwärts gelesen „Arier on“ ergebe, Zitat: „…Neue Texte sind so verklausuliert, daß sie den Index unterschwimmen. Eine Gebrauchsanweisung geben die Onkelz bei ihrem jüngsten Ausfluß aber schon. Im Beiheft zur Platte: ‚Wenn ihr versucht, zwischen den Zeilen zu lesen, werdet ihr mehr über uns erfahren.‘ Zwischen den Zeilen steht bekanntlich nichts. In einem harmlos nach Mädchennamen klingenden Songtitel aber Bekanntes. Der heißt: ‚Noreira‘. Von hinten entschlüsselt, ließt  sich das so: ‚Arier On‘. Auch in Richtung Darmstadt?“
Tatsächlich heißt das Lied, das auf dem Album Heilige Lieder erschien, nicht Noreira, sondern Noreia, benannt nach der gleichnamigen keltischen Gottheit. Allerdings gab es einen Fehldruck auf frühen Ausgaben und bedingt durch das Verwenden der ursprünglichen Druckfolie auf der Wiederveröffentlichung des LP-Covers, auf dem Noreira steht. Als Reaktion auf die akribische Suche nach Rückwärtsbotschaften in der Musik, entstand das Lied Enie Tfahcstob rüf Ediona-RAP (für: ‚Eine Botschaft für Paranoide‘), auf dem ein von Stephan Weidner gesprochener Text rückwärts abgespielt wird, der richtig gelesen lautet: „Herzlichen Glückwunsch. Muss ’ne Menge Arbeit gewesen sein, dieses Lied rückwärts abzuspielen. Entweder du bist eines dieser paranoiden Arschlöcher, für die wir dieses Lied gemacht haben, oder du bist einfach nur neugierig. Ersteren sei gesagt: Wer rückwärts gesprochene satanistische oder faschistische Botschaften auf unseren Platten vermutet, muss ausgesprochen dämlich sein und außerdem unter extremem Verfolgungswahn leiden. Armes Schwein, du tust uns echt Leid. Sperr dich ein und schmeiß den Schlüssel weg.“

## Chartplatzierungen und Auszeichnungen
Das Album stieg in der 45. Kalenderwoche des Jahres 1996 auf Platz 52 in die deutschen Albumcharts ein und erreichte in den folgenden beiden Wochen Platz 4. In den deutschen Jahrescharts 1996 belegte der Tonträger Rang 87. Im Zuge der Comeback-Ankündigung der Band stieg E.I.N.S. im Februar 2014 erneut in die Charts ein und erreichte Platz 52. Nach Schallplattenveröffentlichung Anfang 2021 belegte es Rang 7. Insgesamt hielt sich der Tonträger mit Unterbrechungen 22 Wochen in den Top 100.
| ChartsChartplatzierungen | Höchstplatzierung | Wochen |
| ------------------------ | ----------------- | ------ |
| Deutschland (GfK)        | 4 (22 Wo.)        | 22     |
| Österreich (Ö3)          | 6 (16 Wo.)        | 16     |
| Schweiz (IFPI)           | 32 (5 Wo.)        | 5      |

| ChartsJahrescharts (1996) | Platzierung |
| ------------------------- | ----------- |
| Deutschland (GfK)         | 87          |

E.I.N.S. konnte zum Zeitpunkt der Erstveröffentlichung nicht die Spitze der Media-Control-Charts erreichen, da in derselben Woche im Oktober 1996 die Kelly Family das Album Almost Heaven, die Toten Hosen das Live-Album Im Auftrag des Herrn und Phil Collins das Album Dance into the Light zeitgleich herausbrachten, wodurch die Böhsen Onkelz auf Platz 4 verdrängt wurden. In Bezug auf die Veröffentlichungspolitik ihrer damaligen Plattenfirma Virgin Records beschreibt deshalb Onkelz-Gitarrist Matthias „Gonzo“ Röhr, rückblickend in seiner 2019 erschienenen Autobiographie, den gewählten Termin zur Erstveröffentlichung des Albums als unglücklich.
Das Album wurde noch im Erscheinungsjahr mit einer Goldenen Schallplatte für mehr als 250.000 verkaufte Einheiten ausgezeichnet und erhielt 2006 für über 500.000 verkaufte Exemplare Platin. Auch in Österreich wurde das Album 1998 für mehr als 25.000 verkaufte Einheiten mit Gold ausgezeichnet. Damit ist es das kommerziell erfolgreichste Album der Band.
| Land/Region        | Auszeichnungen für Musikverkäufe (Land/Region, Auszeichnung, Verkäufe) | Verkäufe |
| ------------------ | ---------------------------------------------------------------------- | -------- |
| Deutschland (BVMI) | Platin                                                                 | 500.000  |
| Österreich (IFPI)  | Gold                                                                   | 25.000   |
| Insgesamt          | 1× Gold · 1× Platin ·                                                  | 525.000  |

## Rezeption
| Professionelle Bewertungen | Professionelle Bewertungen |
| -------------------------- | -------------------------- |
| Kritiken                   |                            |
| Quelle                     | Bewertung                  |
| Rock Hard                  | [ 15 ]                     |
| Metal Hammer               | [ 16 ]                     |

Frank Albrecht vom Musikmagazin Rock Hard bewertete das Album 1996 in der Ausgabe Nr. 115 mit 8,5 von zehn möglichen Punkten. Er schrieb:

„Man könnte es sich einfach machen und schlichtweg behaupten, daß die neue ONKELZ-Scheibe genauso klingt wie die letzten drei, aber das würde der Sache nicht ganz gerecht werden. Okay, großartige Experimente gibt's natürlich nicht - das hatten die Jungs im Interview im letzten Heft ja bereits angekündigt. Und so sind die ersten sechs Stücke auf "E.I.N.S." schlichtweg urtypische ONKELZ-Songs mit allem, was man an ihnen schätzt oder haßt - je nach Standpunkt. Mit 'Kirche', dem Track Nummer sieben, taucht dann das erste musikalische Highlight auf (auch wenn der Refrain irgendwie an ein Stück einer Dortmunder Kapelle erinnert, die mit "R" anfängt und mit "a" aufhört), 'Koma' wiederum ist eine außerordentlich gelungene Ballade. Auf Position zehn folgt mit 'Auf gute Freunde' mein persönlicher Liebling. Der Song ist mit geilen Melodien ausgestattet und hat einen durch und durch positiven Text, was es bei den ONKELZ ja auch nicht allzuoft gibt. 'Regen' (mit Weidner-Gesang) und der Abschlußtrack 'Enie Tfahcstob Rüf Ediona-Rap' (lest es rückwärts, und ihr versteht den Titel) zeigt die Fab Four aus Frankfurt dann von ihrer mutigen Seite, gehen sie bei den Nummern doch musikalisch ungewohnte Wege. Ansonsten gibt's natürlich viel Pathos, die ONKELZ feiern sich und ihre Fans selbstverständlich wieder ordentlich ab, und mit den Hosen und den Ärzten werden sie auch niemals Freunde werden, wie 'Ihr sollt den Tag nicht vor dem Abend loben' dokumentiert. Doch das erwartet wohl auch niemand ernsthaft. Bleibt unterm Strich die Tatsache, daß "E.I.N.S." ein gelungenes Album ist, mit dem die ONKELZ zwar kaum neue Fans hinzugewinnen, aber auch keine alten verlieren werden.“

Von vielen Fans wird E.I.N.S. als das beste Album der Band angesehen.

## Gleichnamige Coverband
Seit 2006 existiert eine Coverband namens E.I.N.S., die sich nach diesem Album benannt hat.